# María Dolores Aguilar
María Dolores Aguilar Seco (Castuera, 1958) es una empresaria y política socialista de Extremadura, España, desde 2007 Vicepresidenta Segunda de Asuntos Económicos y Consejería de Economía, Comercio e Innovación de la Junta de Extremadura.

## Biografía
Doctora en Ciencias Políticas y Sociología por la Universidad Complutense de Madrid, desde 1992 desarrolló su actividad empresarial en el mercado de las investigaciones sociológicas.
Ocupó en el PSOE de Extremadura el cargo de Secretaria de Migraciones en la provincia de Badajoz. Fue también Concejal de Villanueva de la Serena y directora general de Migraciones, Cooperación y Prestaciones de la Junta de Extremadura, hasta su nombramiento como Vicepresidenta Segunda y Consejera de Economía tras las elecciones autonómicas de 2007, donde fue elegida también Diputada en la Asamblea de Extremadura.

## Cargos desempeñados
- Directora general de Migraciones de la Junta de Extremadura (2001-2003).
- Diputada por Badajoz en la Asamblea de Extremadura (2007-2011).
- Vicepresidenta segunda de la Junta de Extremadura (2007-2011).
- Consejera de Economía, Comercio e Innovación de la Junta de Extremadura (2007-2011).